# Гонсалес, Лус Елена
Лус Елена Гонсалес де ла Торре (исп. Luz Elena Gonzalez de la Torre) (22 августа 1970 (или 1974), Гвадалахара, Халиско, Мексика) — мексиканская актриса, певица и фотомодель.

## Биография
Родилась 22 августа 1970 года (по другим данным в 1974 году) в Гвадалахаре. После окончания средней школы поступила в колледж на юридический факультет, однако решила попробовать себя в фотомодельном бизнесе и она успешно работала в этой области, пока на неё не обратили внимание кинематографисты и пригласили в кино. В мексиканском кинематографе дебютировала в 1996 году в телесериале Моя дорогая Исабель и с тех пор снялась в 25 работах в кино и телесериалах. Была дважды номинирована на премию People en Español.

## Фильмография

### Теленовеллы
- Без твоего взгляда (2017-2018) - Susana
- Влюбиться в Рамона (2017) - Roxana Herrera Rubio
- Antes muerta que Lichita (2015-2016) - Jesusa "Chuchette" Urieta
- Mi corazón es tuyo (2014-2015) - Magdalena "Magda"
- Libre para amarte (2013) - Romina Montenegro Pérez
- Una familia con suerte (2011-2012) - Graciela "Chela" Torres
- Hasta que el dinero nos separe (2009-2010) - Victoria "Vicky" de la Parra de Valenzuela "La Pajarita psicópata"
- Querida enemiga (2008) - Diana Ruiz
- Ugly Betty (2008) - Luisa
- Alegrijes y rebujos (2003) - Irina Calleja
- Entre el amor y el odio (2002) - Fuensanta
- Por un beso (2000) - Rita Jiménez de Ornelas
- Siempre te amaré (2000) - Mara
- El niño que vino del mar (1999) - Jacinta
- Preciosa (1998) - Milagros Ortiz
- Моя дорогая Исабель (1996) - Secretaria

### Многосезонные ситкомы
- Nosotros los Guapos (2016) - Invitada,con el papel de Alexa
- Женщина, случаи из реальной жизни (1985-2007; снялась в 2 сезонах в 2001 году)
- El cara de chango 2 (2005)
- Doble secuestro (2003) - Valeria Montemayor
- El cara de chango (2003) - Sonia Montano
- Charmed (2001) - Enfermera

## Телевидение

### Телепередачи и телевизионные шоу
- Estrella2 (2013-2014) - Invitada
- Al medio día (2006) - Presentadora
  - La Escuelita VIP (2004) - Lucecita
- Big Brother VIP 3 Capítulo 1 (2004) - 9° Expulsada
- Gran carnal: Los fenómenos (2002) - Jenny Corcuera
- Humor es... los comediantes (1999) - Presentadora
- Cero en conducta (1998-1999) - Rosa Celeste
- Al ritmo de la noche (1997)
- Siempre en domingo (1992-1993)

## Дискография
- Contigo o sin tí (2003)
- Hada de luz (2006)

## Награды и премии

### People en Español
| Año  | Categoría          | Telenovela                     | Resultado |
| ---- | ------------------ | ------------------------------ | --------- |
| 2012 | Mejor Actriz       | Una familia con suerte         | Nominada  |
| 2010 | Revelación del Año | Hasta que el dinero nos separe | Nominada  |